# Odžak (samhälle)
Odžak är ett samhälle i Bosnien och Hercegovina.   Det ligger i entiteten Republika Srpska, i den södra delen av landet, 70 km söder om huvudstaden Sarajevo. Odžak ligger 922 meter över havet och antalet invånare är 140.
Terrängen runt Odžak är kuperad söderut, men norrut är den platt. Närmaste större samhälle är Nevesinje, 5,7 km nordväst om Odžak. 
Omgivningarna runt Odžak är en mosaik av jordbruksmark och naturlig växtlighet. Runt Odžak är det ganska tätbefolkat, med 67 invånare per kvadratkilometer.